# NGC 7776
NGC 7776 في الفهرس العام الجديد، هي مجرة، تقع في كوكبة الدلو. اكتشفت في 31 أكتوبر 1885 بواسطة أورموند ستون.

## روابط خارجية
- NGC 7776 على موقع ويكي سكاي: DSS2, SDSS, GALEX, IRAS, Hydrogen α, X-Ray, Astrophoto, Sky Map, Articles and images